# Korporał

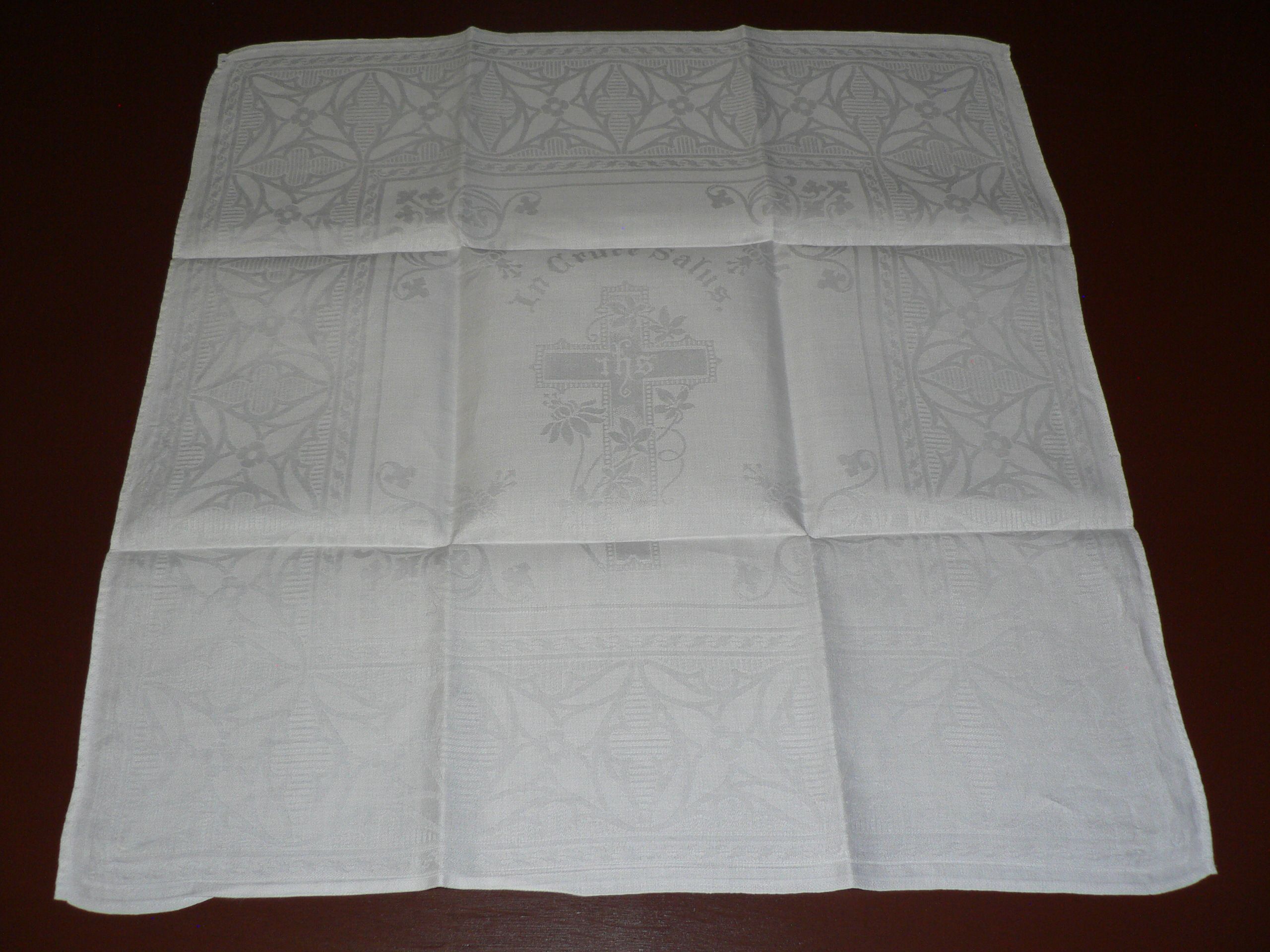
Rozłożony korporał

Korporał (łac. corporale) – w liturgii Kościołów zachodnich obrus rozkładany na ołtarzu podczas liturgii eucharystii (części mszy) i w niektórych innych okolicznościach; element bielizny kielichowej. W najczęściej używanej formie ma kształt kwadratu o wymiarach 50×50 cm.

## Pochodzenie nazwy i interpretacja symboliczna
Nazwa wywodzi się od łac. corpus, tzn. ciało, w odniesieniu do Ciała Pańskiego. W tradycyjnej formie obrządku rzymskiego (sprzed reform liturgicznych Soboru Watykańskiego II) przez większą część mszy hostia spoczywa bezpośrednio na korporale. Zgodnie z tradycją korporał symbolizuje całun, w który owinięte było ciało Jezusa złożone w grobie.

## Historia
Pierwotnie był to duży obrus, rozkładany na całym ołtarzu i przykrywający kielich również od góry. Od XII wieku w obrządku rzymskim jego wymiary zmniejszyły się; wtedy również zaczęto używać palki.

## Praktyka

### Obrządek rzymski
Korporał jest rodzajem liturgicznego obrusa, składanego poczwórnie. Na jego środku powinien znajdować się wyszyty krzyż, najczęściej czerwoną nicią. W czasie celebracji Mszy świętej ustawiane są na nim: kielich, patena oraz cyborium. Poza celebracją używa się go do wystawienia Najświętszego Sakramentu. Korporał powinien być wykonany z tkaniny naturalnej. W nadzwyczajnej formie obrządku rzymskiego złożony korporał chowa się do bursy. 

### Obrządek lyoński
W obrządku lyońskim zachowała się bardziej pierwotna forma korporału: jest to tzw. wielki korporał, na którym kielich zarówno stoi, jak i jest nim przykryty od góry (nie używa się więc palki).

### Obrządki wschodnie
Odpowiednikiem korporału w obrządku bizantyjskim są iliton i antymensjon.